# 奇拉河

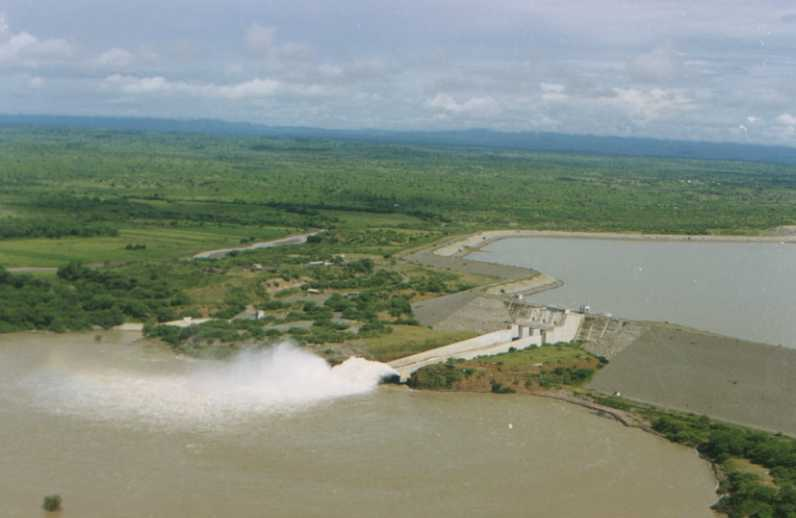
奇拉河

奇拉河位置（左下）

奇拉河（西班牙語：Río Chira）是南美洲的河流，位於厄瓜多爾南部和秘魯北部，位於該國北部，河道全長300公里，流域面積19,095平方公里，發源自安第斯山脈。
4°54′S 81°08′W / 4.900°S 81.133°W